# Glyptothorax housei
Glyptothorax housei är en fiskart som beskrevs av Herre 1942. Glyptothorax housei ingår i släktet Glyptothorax och familjen Sisoridae. IUCN kategoriserar arten globalt som starkt hotad. Inga underarter finns listade i Catalogue of Life.